# Synpteron brazilensis
Synpteron brazilensis är en insektsart som beskrevs av Frederick Arthur Godfrey Muir 1926. Synpteron brazilensis ingår i släktet Synpteron och familjen sporrstritar. Inga underarter finns listade i Catalogue of Life.